# ستيفن بوين (سياسي)
ستيفن بوين (بالإنجليزية: Stephen Bowen)‏ هو سياسي أمريكي، ولد في 6 يونيو 1969 في بورتلاند في الولايات المتحدة. حزبياً، نشط في الحزب الجمهوري. وقد انتخب عضو مجلس نواب مين.